# Margaret Agnes Rope

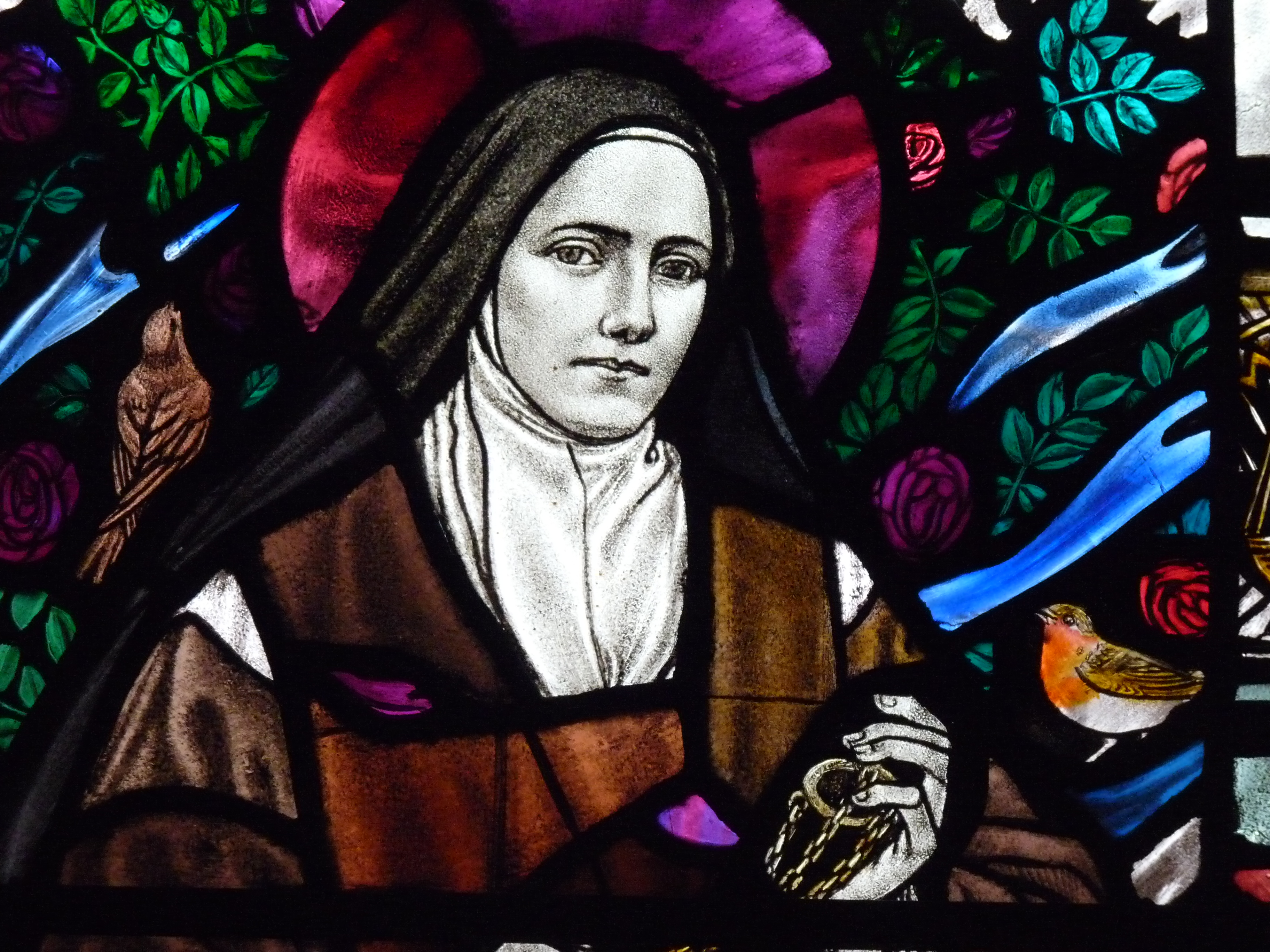
Thérèse von Lisieux, Fensterdetail in Oxton, Birkenhead, eine katholische Heilige, die für Margaret Rope in ihrer Berufung als Karmelitin von besonderer Bedeutung war

Margaret Agnes Rope (* 20. Juni 1882 in Shrewsbury; † 6. Dezember 1953 in Quidenham, Norfolk) war eine englische Glasmalerin in der Tradition der Arts-and-Crafts-Bewegung, die zwischen 1910 und 1964 tätig war. Sie war eine Cousine von M. E. Aldrich Rope aus Leiston, einer weiteren englischen Glasmalerin derselben Tradition, die von 1910 bis in die 1960er-Jahre aktiv war.

## Leben
Margaret Agnes und Margaret Edith Rope waren Cousinen und hatten dieselben Großeltern, George Rope (1814–1912) und Anne (geborene Pope) (1821–1882) aus Grove Farm, Blaxhall in Suffolk. Margaret Agnes Rope war das zweite Kind von Henry John Rope, M.D. (1847–1899) und Agnes Maud (geborene Burd, 1857–1948). „Marga“ war ihr Spitzname. Ihr älterer Bruder war Henry Edward George Rope. Die Familie war anglikanisch, aber bald nach dem frühen Tod ihres Mannes im Jahr 1899 konvertierte ihre Mutter 1901 zusammen mit fünf ihrer sechs Kinder zum römisch-katholischen Bekenntnis. Der Vater hatte im Testament finanzielle Unterstützung für alle Nachkommen ausgeschlossen, die mit Religion verknüpft war. Trotzdem wurden von den Kindern zwei Nonnen (Margaret Agnes Rope selbst und ihre Schwester Monica Rope) und einer Priester (Harry Rope). Die Schwester Irene Vaughan war Botanikerin und der Bruder Michael Rope Luftfahrtingenieur, der bei der R101-Luftschiffkatastrophe ums Leben kam und für den sie ein Gedenkfenster in der Kirche Holy Family and St Michael in Kesgrave entwarf. Nur Denys Rope, ein Mediziner, folgte als Anglikaner seinem Vater.
Rope wurde zunächst zu Hause unterrichtet, bis sie 1900 die Birmingham Municipal School of Art besuchte. Sie lernte unter anderem Emaillieren und Beschriften. Ab 1901 studierte sie Glasmalerei bei Henry Payne. Sie war eine erfolgreiche Schülerin und erhielt eine Reihe von Stipendien sowie zahlreiche Auszeichnungen beim Nationalen Wettbewerb für Kunstschulen, u. a. für eine Serie von Illustrationen zum Thema „Wichtelmarkt“. Im Jahr 1909 verließ sie die Schule und arbeitete von zu Hause aus, insbesondere an dem großen Westfenster der Kathedrale von Shrewsbury, dem ersten von sieben Fenstern, die sie dort schuf. Ab 1911 arbeitete sie (manchmal zusammen mit ihrer Cousine M. E. Aldrich Rope und anderen Künstlern wie Joseph Edward Nuttgens) im Glass House in Fulham. Am 14. September 1923 trat sie als Schwester Margaret von der Mutter Gottes in den Karmel ein. Als Nonne lebte sie zunächst in Woodbridge, Suffolk, später in Rushmere, Ipswich, und nach dem Zweiten Weltkrieg in Quidenham Hall, Norfolk. In Woodbridge konnte sie ihre Arbeit fortsetzen, indem sie Glas zum Schneiden, Brennen und Veredeln mit dem Zug zum Glass House nach Fulham schickte. Dies währte bis 1939. Nach dem Krieg und dem Umzug nach Quidenham ging es ihr nicht gut genug, um mehr zu tun als bei den Entwürfen für die Fenster der Klosterkirche zu helfen, die von ihrer Cousine angefertigt wurden. Sie starb am 6. Dezember 1953 im Alter von 71 Jahren.
Sie soll eine starke Persönlichkeit gewesen sein, die vor ihrem Gelübde unter anderem rauchte und Motorrad fuhr. Auch ihre Glasmalereien zeugen von einem starken Charakter und einer hohen Kunstfertigkeit in Design und Ausführung. Viele ihrer besten Arbeiten zeichnen sich durch kräftige Farben, hohe Intensität und technisch perfekte Glasmalerei aus. Der Sinn für die individuelle Persönlichkeit, die aus vielen der von ihr porträtierten Gesichter hervorscheint, ist stark.
Als Künstlerin geriet sie anderes als die anderen Mitglieder der Familie Rope ins Vergessen. Erst im September 2016 wurde im Shrewsbury Museum and Art Gallery eine große Ausstellung von Ropes Werken unter dem Titel Heavenly Lights eröffnet. Im August 2019 enthüllte das Museum ein neues Glasfenster, das von der lokalen Künstlerin Nathalie Hildegarde Liege in Anlehnung an die Ausstellung geschaffen wurde.

## Werke
Abgesehen von Studienarbeiten zu weltlichen Themen schuf Rope ausschließlich Werke für Kirchen, die fast alle römisch-katholisch waren. Häufige Themen ihrer Fenster waren die katholischen englischen Märtyrer, die Verkündigung oder das Leben der Heiligen. In ihrer etwa 30 Jahre dauernden Karriere schuf sie etwa 60 Fenster. Eine detaillierte Gesamtaufstellung aller Werke befindet sich auf der Webseite der Familie.

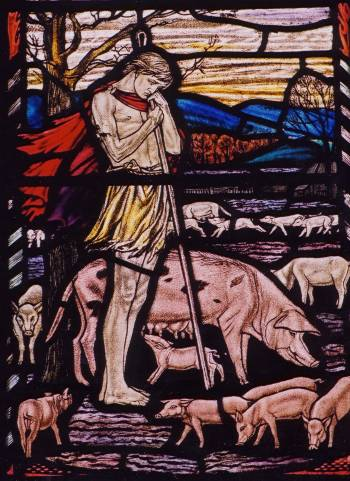
Detail aus dem Fenster mit sechs Szenen zum Gleichnis vom verlorenen Sohn in der St Mary’s Church in Lanark
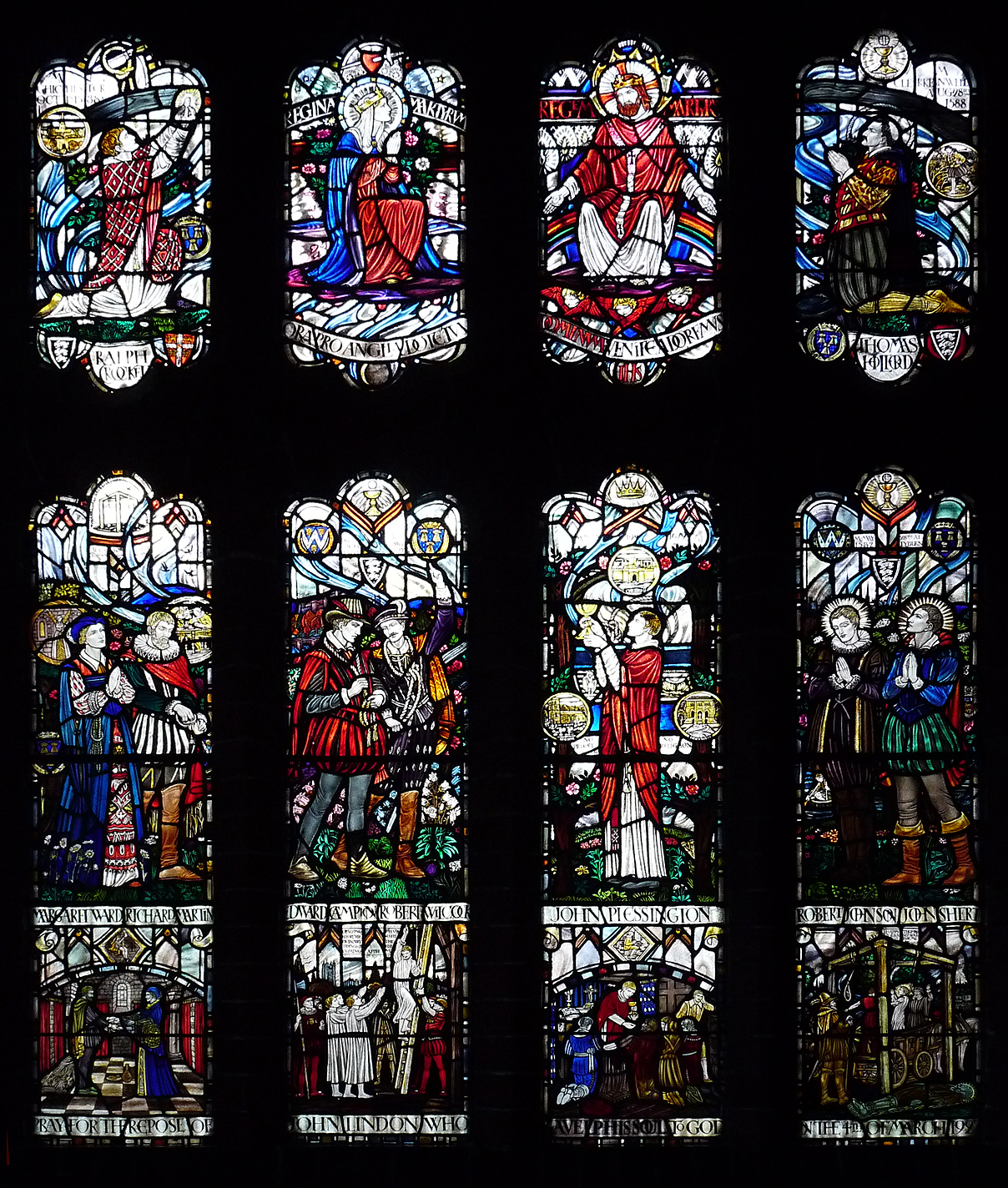
Fenster der englischen Märtyrer in der Kirche Holy Name of Jesus, Oxton, Birkenhead
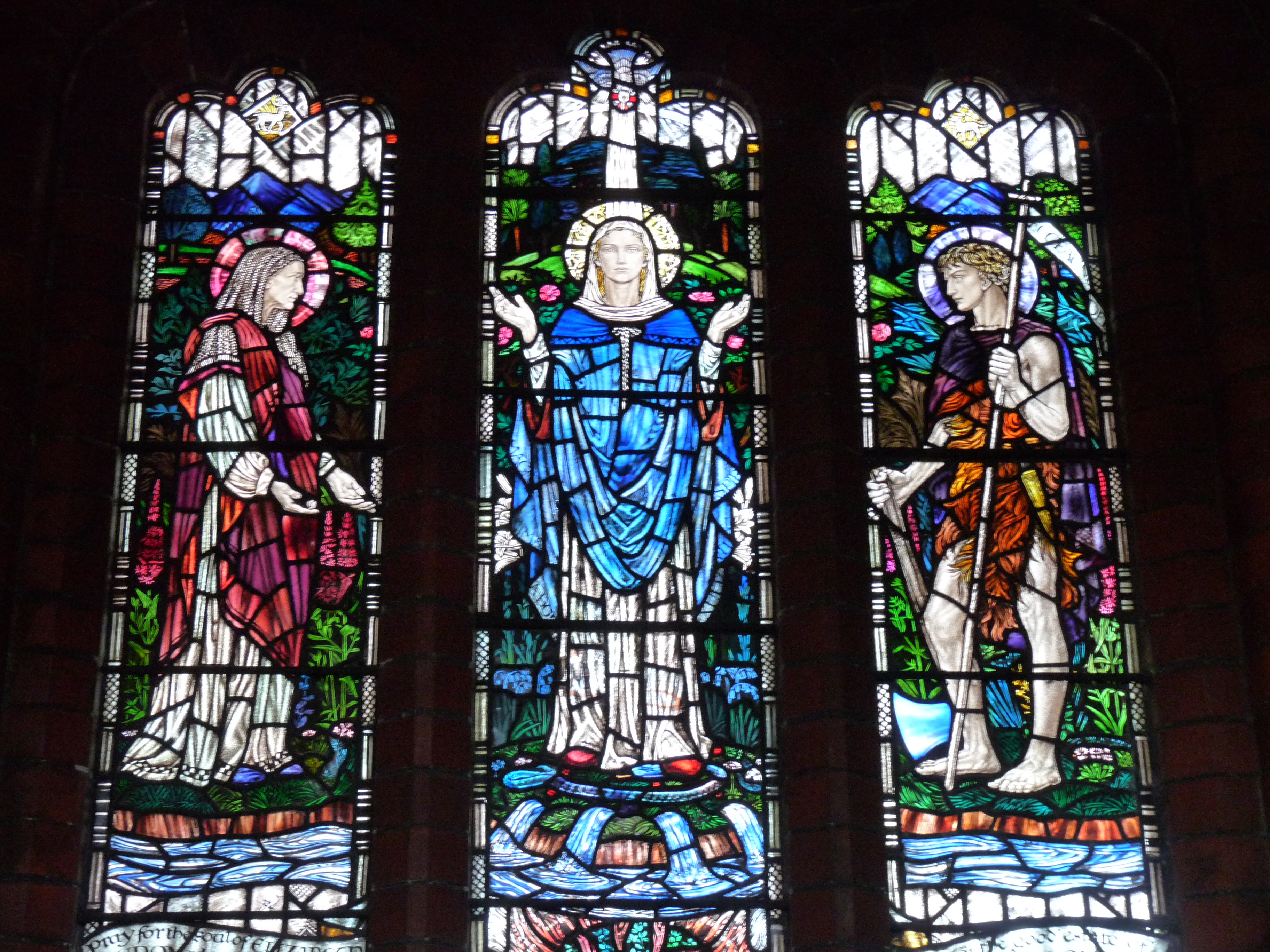
Maria mit Elisabet und Johannes dem Täufer in der Kirche Holy Name of Jesus, Oxton, Birkenhead
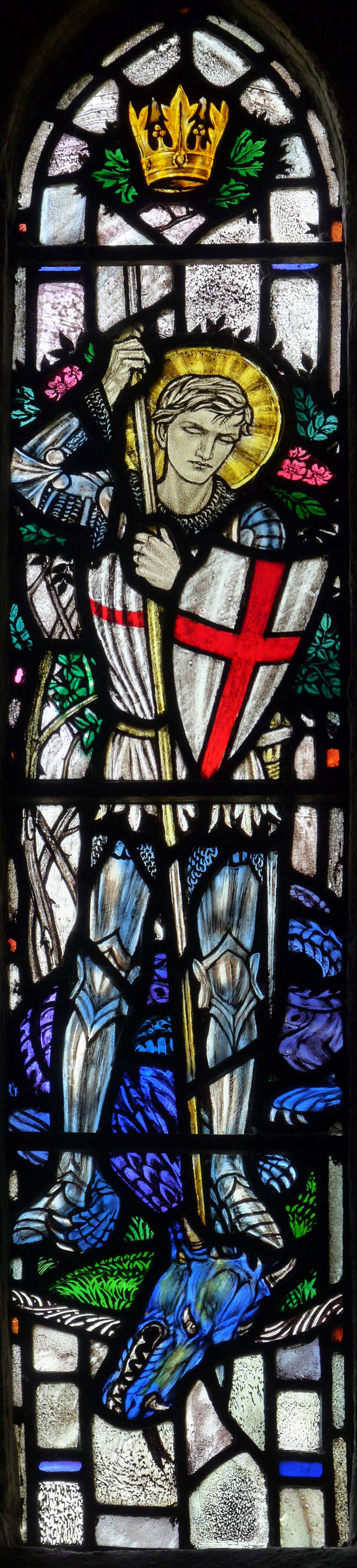
Heiliger Georg mit Drachen in der Kirche St Michael, Clifton Hampden, Oxfordshire
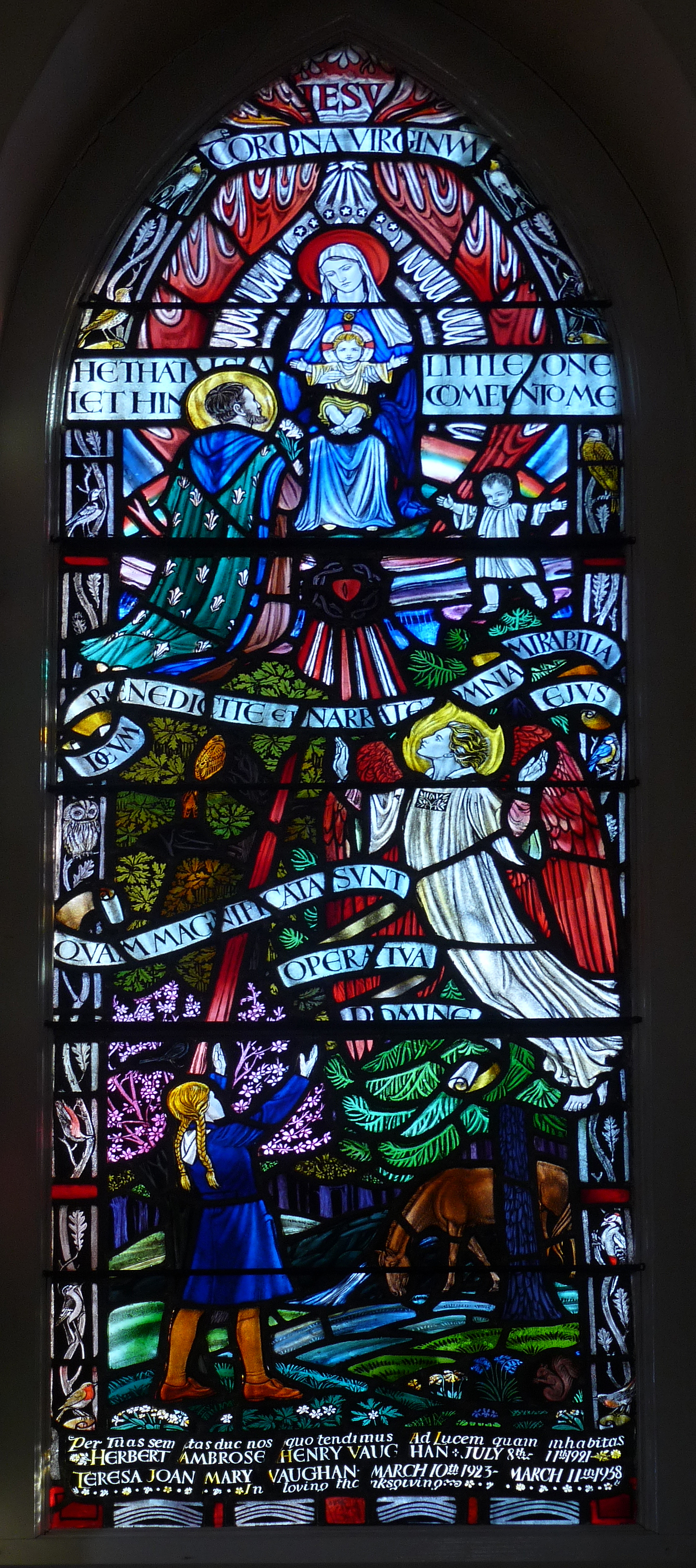
Fenster zur Erinnerung an die Kinder ihrer Schwester  Irene Vaughan, Our Lady's Church, Llandovery, Dyfed
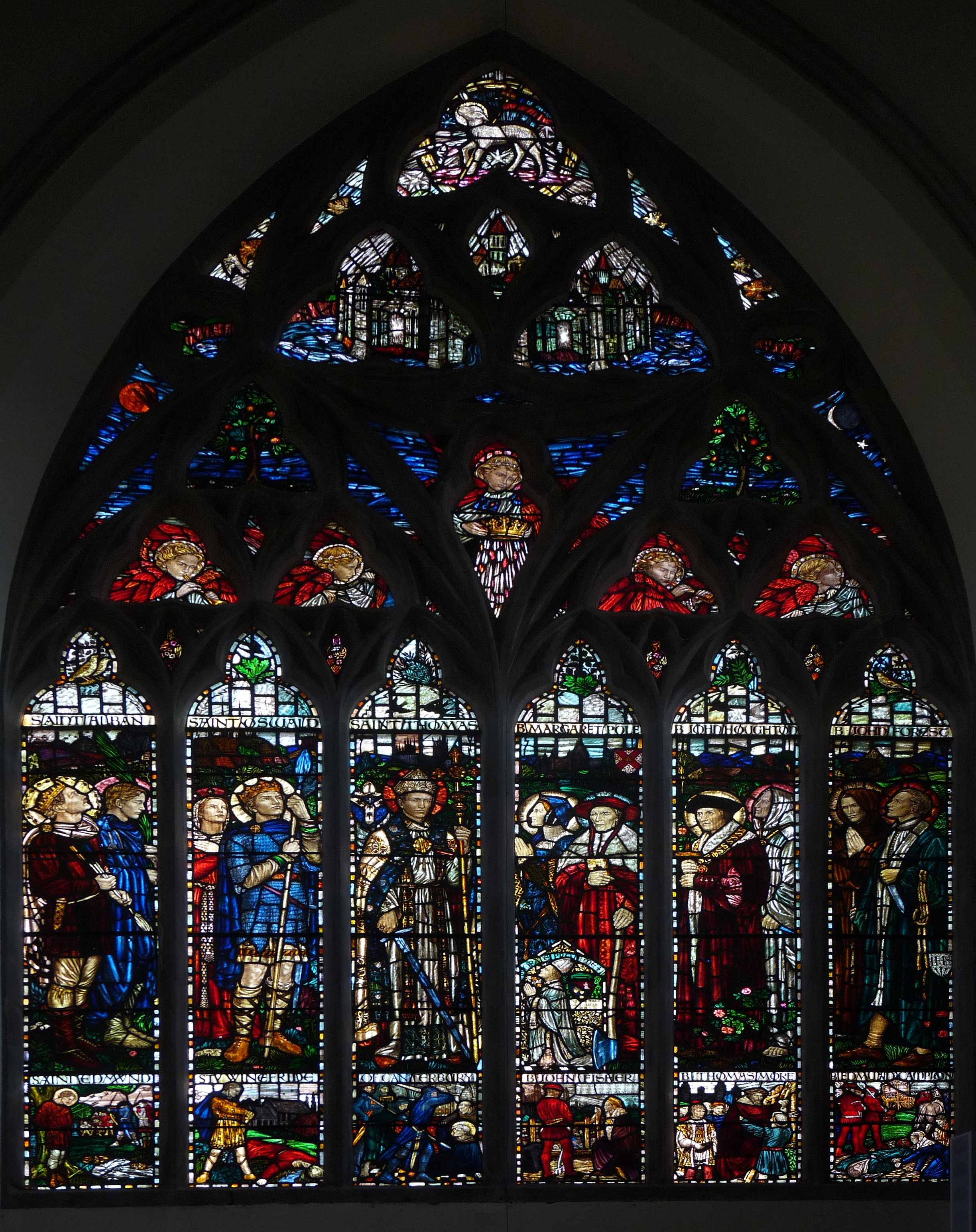
Großes Westfenster in der Kathedrale von Shrewsbury
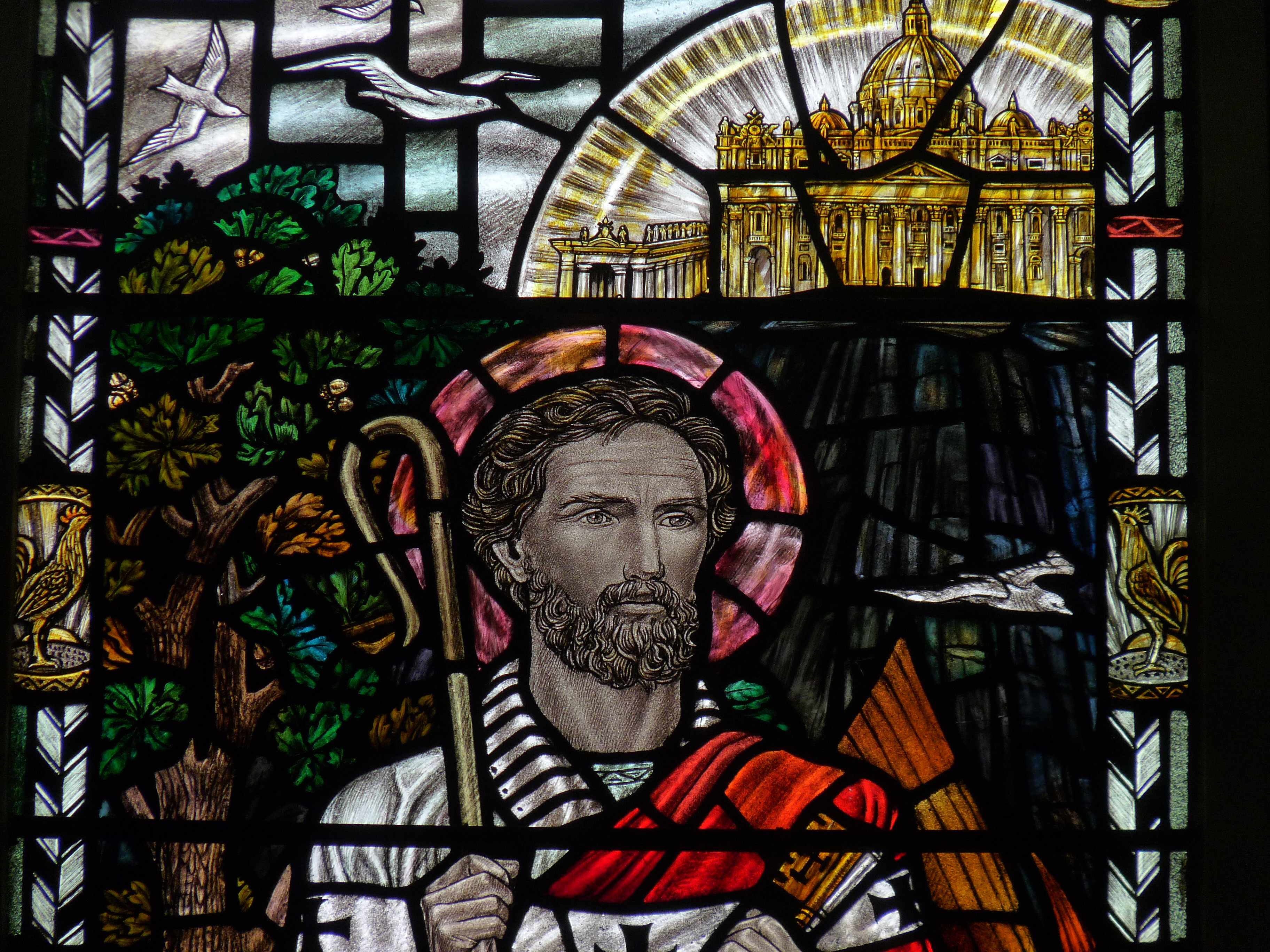
Detail zum Heiligen Petrus im Fenster in der Kirche der Heiligen Petrus und Paulus in Newport, Shropshire